# Terry Goodkind

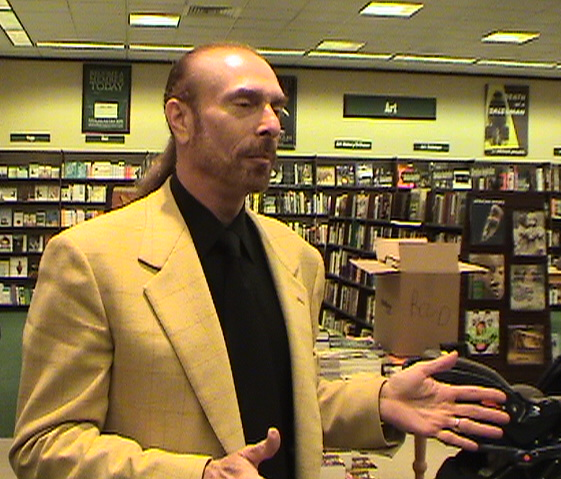
Terry Goodkind (2006)

Terry Goodkind (* 1. Mai 1948 in Omaha, Nebraska; † 17. September 2020 in Boulder City, Nevada) war ein US-amerikanischer Fantasyautor. Er bezeichnete sich selbst als Anhänger des Randschen Objektivismus.

## Leben
Aufgewachsen in Nebraska, wo er in seiner Heimatstadt Omaha eine Kunstschule besuchte, zog Goodkind 1983 mit seiner Frau Jeri nach Maine. Bevor er mit dem Schreiben anfing, arbeitete er als Geigenbauer und Restaurator. 1994 erschien der erste Band seines Zyklus Das Schwert der Wahrheit, durch den er international bekannt wurde.
Die ersten Konzepte zu seinem Werk entstanden während des Baus seines eigenen Hauses in den Wäldern von Maine: „Alles startete mit Kahlan und ich machte eine wunderbare Entdeckung. Sobald ich mit dem Schreiben begonnen hatte, wusste ich, dass ich etwas gefunden hatte, dem ich mein restliches Leben widmen kann.“
Goodkind verstarb am Morgen des 17. September 2020 und wurde am Nachmittag des 24. September 2020, wie von ihm gewünscht, im Rahmen einer Feuerbestattung beigesetzt.
Dies wurde in der offiziellen Facebookseite verkündet.

## Werke
Das Schwert der Wahrheit (im Original Sword of Truth) besteht in der deutschen und der englischen Ausgabe aus elf Bänden (in der alten deutschen Ausgabe aus 17 Bänden) und wurde von Caspar Holz übersetzt.
Die folgende Auflistung entspricht der deutschen Ausgabe, die aktuell im Buchhandel erhältlich ist. Sie entspricht der Zählweise der originalen englischen Ausgabe.
1. Das erste Gesetz der Magie. ISBN 978-3-442-36967-6.
2. Die Schwestern des Lichts. ISBN 978-3-442-36968-3.
3. Die Günstlinge der Unterwelt. ISBN 978-3-442-36969-0.
4. Der Tempel der vier Winde. ISBN 978-3-442-37104-4.
5. Die Seele des Feuers. ISBN 978-3-442-37105-1.
6. Schwester der Finsternis. ISBN 978-3-442-37106-8.
7. Die Säulen der Schöpfung. ISBN 978-3-442-37288-1.
8. Das Reich des dunklen Herrschers. ISBN 978-3-442-37289-8.
9. Die Magie der Erinnerung. ISBN 978-3-442-37290-4.
10. Am Ende der Welten. ISBN 978-3-442-37389-5.
11. Konfessor. ISBN 978-3-442-37390-1.

Die folgende Auflistung entspricht der Zählung der älteren deutschen Ausgabe, die in der Übersetzung aus dem Englischen in jeweils zwei Bände gesplittet wurde; die letzten Romane wurden nicht mehr geteilt. In Klammern ist der Titel und das Erscheinungsjahr im Original angegeben.
- 1995: Das erste Gesetz der Magie. (Wizard’s First Rule, 1994). ISBN 3-442-24614-8.
- 1995: Schatten des Magiers. (Wizard’s First Rule, 1994). ISBN 3-442-24658-X.
- 1997: Die Schwestern des Lichts. (Stone of Tears, 1995). ISBN 3-442-24659-8.
- 1997: Der Palast der Propheten. (Stone of Tears, 1995). ISBN 3-442-24660-1.
- 1997: Die Günstlinge der Unterwelt. (Blood of the Fold, 1996). ISBN 3-442-24661-X.
- 1998: Die Dämonen des Gestern. (Blood of the Fold, 1996). ISBN 3-442-24662-8.
- 1998: Die Nächte des roten Mondes. (Temple of the Winds, 1997). ISBN 3-442-24773-X.
- 1998: Der Tempel der vier Winde. (Temple of the Winds, 1997). ISBN 3-442-24774-8.
- 2000: Die Burg der Zauberer. (Soul of the Fire, 1999). ISBN 3-442-35247-9.
- 2000: Die Seele des Feuers. (Soul of the Fire, 1999). ISBN 3-442-35260-6.
- 2002: Schwester der Finsternis. (Faith of the Fallen, 2000). ISBN 3-442-24777-2.
- 2002: Der Palast des Kaisers. (Faith of the Fallen, 2000). ISBN 3-442-24778-0.
- 2004: Säulen der Schöpfung. (The Pillars of Creation, 2003). ISBN 3-442-24275-4.
- 2004: Das Reich des dunklen Herrschers. (Naked Empire, 2003). ISBN 3-442-24374-2.
- 2006: Die Magie der Erinnerung. (Chainfire, 2005). ISBN 3-442-24233-9.
- 2007: Am Ende der Welten. (Phantom, 2006). ISBN 3-442-24440-4.
- 2008: Konfessor. (Confessor, 2007). ISBN 978-3-442-26571-8, schließt den Handlungsstrang des Schwertes der Wahrheit ab[2]

Spin-offs/Prequels/Sequels
- 2003: Das Verhängnis der Schuld. (Debt Of Bones 2001 in der Anthologie „Legends“). ISBN 3-442-24230-4.

- 2011: Das Gesetz der Neun. (The Law of Nines 2009). ISBN 978-3-442-37646-9
- 2014: Wahrheit – Die Legende der Magda Searus. (The first Confessor – The Legend of Magda Searus 2012). ISBN 978-3-442-26975-4

Nach dem Abschluss der Schwert-der-Wahrheit-Reihe hat Goodkind die Geschichte um Kahlan und Richard mit der neuen Reihe Die Legende von Richard und Kahlan fortgesetzt.
- 2012: Dunkles Omen. (The Omen Machine, 2011). ISBN 978-3-442-26838-2 (deutsch auch Die Legende von Richard und Kahlan 01)
- 2016: Im Reich der Jäger. (The Third Kingdom, 2013). ISBN 978-3-7341-6033-2 (deutsch auch Die Legende von Richard und Kahlan 02)
- 2016: Die Seelen der Toten. (Severed Souls, 2014). ISBN 0-7653-7882-5 (deutsch auch Die Legende von Richard und Kahlan 03)
- 2017: Das Herz des Bösen. (Warheart, 2015). ISBN 978-3-7341-6137-7 (deutsch auch Die Legende von Richard und Kahlan 04)

Nicci Chronicles (bis jetzt nur auf Englisch erschienen)
- 2017: Death’s Mistress. ISBN 0-7653-9578-9.
- 2018: Shroud of Eternity. ISBN 0-7653-8824-3
- 2018: Siege of Stone. ISBN 1-250-19476-8
- 2020: Heart of Black Ice. ISBN 1-83893-178-3

Children of D'Hara Serie
- 2019: The Scribbly Man: The Children of D'Hara, episode 1 (Deutsch: Die goldene Göttin, 2021). ISBN 1-78954-118-2
- 2019: Hateful Things: The Children of D'Hara, episode 2 (Deutsch: Die Vorboten des Todes, 2021). ISBN 1-78954-120-4
- 2019: Wasteland: The Children of D'Hara, episode 3 (Deutsch: Im Labyrinth des Zauberers, 2021). ISBN 1-78954-129-8
- 2020: Witch's Oath: The Children of D'Hara, episode 4 (Deutsch: Der Bann der Hexe, 2021). ISBN 1-78954-131-X
- 2020: Into Darkness: The Children of D'Hara, episode 5 (Deutsch: Das Tor zur Dunkelheit, 2021). ISBN 1-78954-471-8

Angela Constantine Serie (teilweise bis jetzt nur auf Englisch erschienen)
- 2016: Nest ISBN 1-78669-294-5 (Deutsch: Teufelsnest. Festa Verlag, Borsdorf 2022, ISBN 978-3-86552-970-1)
- 2018: Trouble's Child ISBN 1-5107-4802-4
- 2018: The Girl in the Moon ISBN 978-1-78854-566-2
- 2018: Crazy Wanda ISBN 1-78954-314-2

Nicht als Teil einer Reihe erschienen (bis jetzt nur auf Englisch erschienen)
- 2019: The Sky People ISBN 0-9850205-6-3

## Hörbücher
Ab 2007 erschienen bei audible ungekürzte Hörbücher zur Schwert-der-Wahrheit-Reihe, welche sich allerdings weder an die englische noch die alte deutsche Unterteilung der Bücher halten. Die ersten sechs Originalromane, die bei der deutschen Erstausgabe zweigeteilt waren, wurden jeweils dreigeteilt, und die letzten fünf, die in Deutsch ungeteilt veröffentlicht wurden, wurden jeweils zweigeteilt. Der erste Originalroman (drei Teile) wurde dabei von Tobias Kluckert gesprochen, ab dem vierten Teil übernahm Oliver Siebeck die Rolle des Sprechers, welcher auch das ungeteilte Hörbuch Dunkles Omen sprach.

## TV-Serie
Sam Raimi, der Regisseur der Spider-Man-Filme, hat sich die Filmrechte an der Saga gesichert. Die Dreharbeiten begannen im Mai 2008.
Die erste Folge der Serie Legend of the Seeker – Das Schwert der Wahrheit wurde ab dem 1. November 2008 im Samstagabendprogramm des amerikanischen Fernsehens ausgestrahlt. In den beiden Staffeln der Serie wurden die ersten zwei Bücher in jeweils 22 Folgen à 45 Minuten zusammengefasst, wobei die Handlung nur sehr grob an die Bücher erinnert.
Die Hauptrolle des Richard hat Craig Horner, die der Kahlan Bridget Regan bekommen. Des Weiteren sind Bruce Spence als Zedd, Jay Laga’aia als Chase sowie Craig Parker als Darken Rahl zu sehen.
Am 26. April 2010 gab ABC bekannt, dass die Serie eingestellt wurde.

## Belege
1. ↑  Thomas Klingenmaier: Autor Terry Goodkind gestorben. Fantasy-Star mit markigen Ansichten. In: Stuttgarter Zeitung. 18. September 2020. Abgerufen am 18. September 2020.
2. ↑  Terry Goodkind - Confessor (Memento vom 3. Februar 2009 im Internet Archive)
3. ↑  Ralf Döbele: 'Legend of the Seeker' abgesetzt. Wunschliste.de, 27. April 2010, abgerufen am 28. April 2010.

| Personendaten    | Personendaten                            |
| ---------------- | ---------------------------------------- |
| NAME             | Goodkind, Terry                          |
| KURZBESCHREIBUNG | US-amerikanischer Fantasy-Schriftsteller |
| GEBURTSDATUM     | 1. Mai 1948                              |
| GEBURTSORT       | Omaha, Nebraska                          |
| STERBEDATUM      | 17. September 2020                       |
| STERBEORT        | Boulder City, Nevada                     |